# Macronemus antennator
Macronemus antennator är en skalbaggsart som först beskrevs av Fabricius 1801.  Macronemus antennator ingår i släktet Macronemus och familjen långhorningar. Inga underarter finns listade i Catalogue of Life.